# Sumpgrynsnäcka
Sumpgrynsnäcka (Vertigo lilljeborgi) är en snäckart som först beskrevs av Westerlund 1871.  Sumpgrynsnäcka ingår i släktet Vertigo, och familjen grynsnäckor. IUCN kategoriserar arten globalt som nära hotad. Arten är reproducerande i Sverige.